# Диско музика
Диско (фр. disque, енгл. disco) је правац поп музике који се половином 70-их година 20. вијека одвојио као засебан музички правац. Текстови, мелодија а често и пјесма, у диско музици су потиснути у позадину. У првом плану су игра, плес, микс и ритам (енгл. beat са френквенцијом од 120-130 у минути) са специфичним ритмичким промјенама (енгл. groove). Врхунац, диско музика доживљава између 1976. и 1979., када има велики утицај на моду, „дух времена“ као и на тадашњи стил живота.
Неки од познатих диско уметника су Дона Самер, Глорија Гејнор, Би Џиз, Чик, Кеј Си и Саншајн бенд, Телма Хјустон, Систер Слеџ, Ди Трампс, Вилиџ Пипл и Мајкл Џексон. Док су извођачи и певачи привукли пажњу јавности, продуценти дискографских кућа који раде иза кулиса играли су важну улогу у развоју жанра. Филмови попут Saturday Night Fever (1977) и Thank God It's Friday (1978) допринели су популарности дискотеке.
Диско је почео као спој музике са места популарних код Афроамериканаца, Хиспаноамериканаца и Латиноамериканаца, Американаца италијанког порекла, и ЛГБТ особа у Филаделфији и Њујорку током касних 1960-их и почетком 1970-их. Диско се може посматрати као реакција контракултуре 1960-их на доминацију рок музике и на стигматизацију тадашње плесне музике. Током периода популарности дискотеке у Сједињеним Државама развијено је неколико плесних стилова, укључујући бамп и хасл.

## Диско и дискотека
Појам диско, као скраћеница од дискотека, потиче из француског (фр. discothèque) и први пут се појављује 1941. године. Дискотеком се означавао ноћни клуб, у коме је музика долазила из грамофона умјесто да је извођена уживо. Представља сложеницу од ријечи "disque" (грамофонска плоча) и "bibliothèque" (библиотека).

## Од соула до алтернативне диско музике
60-их година 20. вијека су, посебно у САД дискотеке постале популарне. Највише млади људи су слушали музику по којој се могло плесати и играти, највише соул и фанк (енгл. funk). У касним 60-им, развија се, благи и шаролико аранжирани подстил соула под називом „филисоунд“ (енгл. Phillysound, назван по америчком граду Филаделфији, одакле и потиче). Из њега, са утицајем других музичких праваца, се раних 70-их, развија нови музички правац - диско. Испочетка популаран само у „алтернативним“ афроамеричким круговима као и код хомосексуалне публике у америчким метрополама.

### Излазак из „алтернативе“
Убацивање рефрена популарних код шире публике, промовише диско музику интересантном за све више радио-станица а самим тим и још више публике, чиме диско коначно губи свој алтернативни карактер и етаблира се као засебан музички правац. Први диско хитови успијевају да се домогну челних позиција на хит листама: Rock Your Baby од George McCrae (1974), Kung Fu Fighting од Carl Douglas (1974) или Shame, Shame, Shame од Shirley & Company (1975).
Када музички продуценти откривају комерцијални потенцијал диско музике, продуцирају се плоче специјално за дискотеке. У Европи 1976. почиње успон Boney M са Daddy Cool. Под утицајем звукова виолине и са понављајућим рефренима, Munich-Sound издаје Love To Love You Baby од Donna Summer и Fly, Robin, Fly и Get Up And Boogie групе Silver Convention. „Диско-ера“ достиже свој врхунац популарности 1977. године филмом Saturday Night Fever у коме радња филма отприлике описује тадашњи стил живота диско генерације тј. даје одговор на питање: Како да играм у дискотеци, а да ме сви примијете?
Само неколицини умјетника диско генерације, је успјело одржати успјешну каријеру и после „диско вала“. Дона Самер, Бери Вајт и Би Џис, који представљају и у другом смислу један куриозитет - продуцирали су сами себе, што је у диско ери било веома важно: Giorgio Moroder (Дона Самер, The Three Degrees, Blondie), Frank Farian (Boney M) или Дитер Болен (Modern Talking, Bonnie Tyler или Marianne Rosenberg). Продуценти су имали веома велики утицај на развој диско музике.

## Утицај на друге музичке правце 70-их
Многе поп и рок звијезде 70-их су под утицајем диско музике, додавале својим дјелима одређене диско елементе. Тако на примјер, The Rolling Stones, Rod Stewart, Queen, Electric Light Orchestra и Cher. Диско је имао утицај чак и на кантри (Dolly Parton) или хард рок (Kiss).
У обратном смјеру, многи рок, поп или чак класични хитови, славе своју диско верзију (Neil Young Heart Of Gold (Boney M.), Los Bravos Black Is Black (Belle Epoque), Бетовенова 5-та симфонија (A Fifth Of Beethoben, Walter Murphy).

### Утицај на нове музичке стилове
Диско вал је имао велики утицај на касније музичке стилове 80-их, као на примјер, хаус (енгл. house) и хај енерџи (енгл. hi-NRG) са појачаним електронским инструментима и сл. Док се у Европи 1980-их година развија јуро диско (енгл. euro disco) и итало диско, који потичу више из соула и фанка 1970-их, у САД постаје R&B поново популаран. Из тих музичких праваца, развија се касније дио денс музике. Са оригиналном диско музиком, од данашњих музичких праваца, само хаус има ужу музичку сличност.
Данас се диско музиком назива сваки музички стил електронског поријекла уз који се може плесати и играти. Диско музика је, иако против своје воље, утицала и на панк музику (пого - антидиско плес).

## Стил, инструменти
Типични инструменти диско музике су ритмичка гитара, бас, клавир и клавијатуре. Од диска нераздвојни су виолина, чело и харфа, као и дувачки инструменти тромпета, саксофон, кларинет, флаута и бубњеви. Посебну популарност су стекли и електронски модели бубњева ткзв. "и драмс" (енгл. e-Drums).
За диско музику је типичан 4/4 такт, 1/8 хај хат (енгл. Hi Hat) као и интензивни бас са честим синкопијама (тонови аритмични основном такту).
1/8 такт других инструмената подржава ритмичка гитара. Водеће (енгл. Lead) гитаре су веома ријетке. Други инструменти су често само наговијештени, често аритмично основном такту.

## Представници праваца диско музике
| Класична диско музика Филисоунд утицај | Утицај соула и фанка Утицај џеза | Утицај попа и рока Остали |

## Диско плес
Код нас се све до средине деведесетих година у плесним школама учио акробатски рокенрол, била су и такмичења, а сада је то скоро у потпуности нестало. Пре тога се играо буги вуги, твист, амерички свинг, чарлстон итд…
Диско плес одликује веома једноставан трокорак где се играју два корака у месту, а трећи корак назад. Мушкарац креће левом ногом, а жена десном. Трећи корак назад је кључни јер се не преноси тежина на ту ногу (код мушкарца леву а код жене десну) већ се истом само дотакне под предњим делом стопала како би се том ногом наставио опет корак 1. Бројање би било 1 – 2 – назад или у месту – у месту – назад. Диско плес омогућава играње са пуно ритмова, од спорих до веома брзих, који се могу комбиновати са другим корацима (фокстротом, блузом, салсом, меренгеом).
Диско плес омогућава веома атрактивне и брзе окрете, спинове, за девојке. Мушкарац треба да научи добро вођење и фигуре, а девојка основни корак и окрете. Девојке овај плес буквално могу научити и одиграти за један час или мање, наравно, са мушкарцем који га зна. Често се у школама плеса учи као први латино плес због своје једноставности.
Има два доминантна назива данас: диско хасл или дискофокс. Постоје варијације у извођењу у зависно од места где се развијао, латино хасл, амеркен хасл итд..
Доста је утицао и на развој, односно уобличавање, основног корака салсе који је такође трокорак. Диско плес спада у групу латино плесова, али не као такмичарски (спортски) већ као друштвени плес. На плесним вечерима је веома заступљен и омиљен јер прати нове музичке трендове. Скоро све фигуре у овом плесу се могу играти и у салси.